# Lucy McKenzie
Lucy McKenzie, född 1977 i Glasgow, Skottland, är en skotsk konstnär för närvarande (2017) verksam i Bryssel.

## Biografi
McKenzie studerade för sin kandidatexamen i Duncan of Jordanstone College of Art and Design i Dundee från 1995-1999 och vid Karlsruhe Kunstakademie i Tyskland 1998.
Hon har varit gästprofessor vid Kunstakademie Düsseldorf 2011-2013.

## Konstnärskap
McKenzie har tagit intryck av olika källor, som östeuropeiska propagandamålningar, tysk abstrakt målning, kalla krigets ikonografi och 1980-talets popmusik.
Hon blev allmänt känd när hon vann EAST-priset på EAST International 1999, utvald av Peter Doig och Roy Arden. Hon har sedan visat sina arbeten på många utställningar som The Dictatorship of the Viewer på Venedigbiennalen, Becks Futures 2000 i London, Manchester och Glasgow, och Happy Outsiders på Zacheta Gallery i Warszawa. Hon har ställt ut internationellt på gallerier och museer som Tate Britain i London, Kunsthalle Basel i Schweiz och Walker Art Center i Minneapolis. Hon är representerad på Cabinet i London och Daniel Buchholz i Köln.
År 2013 deltog McKenzie i utställningen Painting Now: Five Contemporary Artists på Tate Britain. Hon presenterades 2014 också på utställningen Fokus: Lucy McKenzie The Art Institute i Chicago.
Den sjunde säsongen av The Artist’s Institute at Hunter College, New York ägnades åt Lucy McKenzie den 20 september 2013 till den 2 februari 2014, där hon beskrevs som en konstnär som "gör verk hämtade från den konstnärliga miljön i de städer och sociala kretsar hon lever i. Tidiga målningar antog språket i 1970-talet skotska målningar, medan nyare projekt har rekonstruerat arketypiska inhemska interiörer genom att använda olika efterbehandlingstekniker. McKenzie har också startat ett skivbolag, en bar, en modekollektion, och experimenterar för närvarande med området detektivromaner."

## Utställningar
- "Projekt 88: Lucy McKenzie" Museum of Modern Art, New York, September 10-December 1, 2008 [6]
- "Lucy McKenzie" Museum Ludwig, Köln, Tyskland, 14 mars-25 juli 2009

## Publikationer
- Neil Mulholland, "Drömmar om en Provincial Girl" PARKETT 76, 2006 [7]
- Isabelle Graw, "On the Road to Retreat: En intervju med Lucy McKenzie," PARKETT 76, 2006[7]
- Bennett Simpson, "Lucy McKenzie, Själv," PARKETT 76, 2006[7]